# Кратонеур
Кратонеур (лат. Cratoneuron, от греч. cratos — сильный и neuron — нерв, отсылка к жилке листа) — род листостебельных мхов семейства Амблистегиевые. Двудомные, гигрофитные и гидрофитные, болотные или водные среднего размера мхи. Образуют зелёные, желтовато-зелёные или синевато-зелёные дерновинки. 
Стебли восходящие или прямостоячие, в большинстве случаев перистоветвящиеся, иногда неправильно разветвлённые, густо усыпанные листьями. Обычно покрыты густым войлоком из ризоидов и парафиллов. Гиалодерма в стеблях отсутствует, ризоиды гиалиновые.
Стеблевые листья крупнее веточных. Листья серповидно обращены в одну сторону, треугольно-яйцевидные, низбегающие, резко или постепенно сужаются, образуя ланцетно-шиловидную верхушку. Обычно со складками, бесцветными или окрашенными ушками и хорошо развитой жилкой, оканчивающейся в верхушке листа. 
Коробочка на длинной ножке наклонённая или горизонтальная, продолговато-цилиндрическая, прямая или слегка согнутая. Сухая и открытая коробочка изогнута и перетянута под устьем. Крышечка остроконусовидная. Зубцы наружного перистома ланцетно-шиловидные, окаймлённые, вверху бледные, папиллозные, со ступенчатыми краями. Внутренний перистом с высокой основной перепонкой, килеватыми отростками и узловатыми ресничками. Споры размером 14—21 (до 25) мкм.
Ранее зачастую выделялись в отдельное семейство. Описано 37 видов, принято 6 видов. Кратонеурон растёт в слегка или сильно известковых средах, по крайней мере, периодически увлажняющихся. Распространены в Северной и Южной Америке, Евразии, Африке, на островах Атлантического и Тихого океанов (до Новой Зеландии включительно)
В России 4 вида.

## Виды
- Cratoneuron commutatum (Hedw.) G. Roth
- Cratoneuron filicinum (Hedw.) Spruce
- Cratoneuron kerguelense (Mitt.) Broth.
- Cratoneuron latifolium (S. Okamura) Broth.
- Cratoneuron perplicatum (Dusén) Broth.
- Cratoneuron tenerrimum (Warnst.) Kanda